# Johan Anker
Johan Anker (26 de junho de 1871 — 2 de outubro de 1940) foi um velejador norueguês, campeão olímpico. Ele participou dos Jogos Olímpicos de Verão de 1912 e conseguiu o ouro na classe 12 Metre ao lado de Nils Bertelsen, Eilert Falch-Lund, Halfdan Hansen, Arnfinn Heje, Magnus Konow, Alfred Larsen, Petter Larsen, Christian Staib e Carl Thaulow tripulando o Magda IX. Também competiu nos Jogos Olímpicos de Verão de 1928 na classe 6 Metre e conquistou a medalha de ouro a bordo do Norna com Erik Anker, Håkon Bryhn e o Príncipe Olavo V.

## Vida pessoal
Ele nasceu em Refne em Berg, Østfold como filho do atacadista Christian August Anker (1840–1912) e Christine Charlotte Friis (1848–1899). Ele era neto do proprietário de terras e político Peter Martin Anker, sobrinho do também proprietário de terras e político Nils Anker e do fundador da escola Herman Anker.
Em março de 1895 ele se casou com Julie Frederikke Jacobsen (1872–1962). Seu filho Christian August Anker, nascido em 1896, era empresário e seu filho Erik Anker, nascido em 1903, também se tornou marinheiro e empresário. O casamento foi posteriormente dissolvido. Em janeiro de 1910 ele se casou com sua segunda esposa, a renomada feminista Nini Roll Anker (1873–1942). Ela já havia sido casada com o primo de primeiro grau de Johan.